# Милићево Село
Милићево Село је насеље у Србији у општини Пожега у Златиборском округу. Према попису из 2022. било је 542 становника.

## Демографија
У насељу Милићево Село живи 569 пунолетних становника, а просечна старост становништва износи 44,2 година (42,6 код мушкараца и 45,8 код жена). У насељу има 224 домаћинства, а просечан број чланова по домаћинству је 3,10.
Ово насеље је великим делом насељено Србима (према попису из 2002. године), а у последња три пописа, примећен је пад у броју становника.
|  |

| Демографија | Демографија | Демографија |
| Година      | Становника  | Становника  |
| ----------- | ----------- | ----------- |
| 1948.       | 1.073       |             |
| 1953.       | 1.043       |             |
| 1961.       | 1.014       |             |
| 1971.       | 954         |             |
| 1981.       | 883         |             |
| 1991.       | 845         | 845         |
| 2002.       | 694         | 694         |

| Етнички састав према попису из 2002.‍ | Етнички састав према попису из 2002.‍ | Етнички састав према попису из 2002.‍ | Етнички састав према попису из 2002.‍ | Етнички састав према попису из 2002.‍ |
| ------------------------------------ | ------------------------------------ | ------------------------------------ | ------------------------------------ | ------------------------------------ |
|                                      |                                      |                                      |                                      |                                      |
| Срби                                 | Срби                                 |                                      | 690                                  | 99,42%                               |
| Мађари                               | Мађари                               |                                      | 1                                    | 0,14%                                |
| непознато                            | непознато                            |                                      | 0                                    | 0,0%                                 |

| Година пописа     | 1948. | 1953. | 1961. | 1971. | 1981. | 1991. | 2002. |
| ----------------- | ----- | ----- | ----- | ----- | ----- | ----- | ----- |
| Број домаћинстава | 198   | 209   | 230   | 254   | 255   | 254   | 224   |

| Број чланова      | 1  | 2  | 3  | 4  | 5  | 6  | 7 | 8 | 9 | 10 и више | Просек |
| ----------------- | -- | -- | -- | -- | -- | -- | - | - | - | --------- | ------ |
| Број домаћинстава | 54 | 59 | 27 | 25 | 26 | 23 | 7 | 3 | 0 | 0         | 3,10   |

| Пол    | Укупно | Неожењен/Неудата | Ожењен/Удата | Удовац/Удовица | Разведен/Разведена | Непознато |
| ------ | ------ | ---------------- | ------------ | -------------- | ------------------ | --------- |
| Мушки  | 291    | 83               | 182          | 19             | 7                  | 0         |
| Женски | 315    | 53               | 183          | 78             | 1                  | 0         |
| УКУПНО | 606    | 136              | 365          | 97             | 8                  | 0         |

| Пол    | Укупно                    | Пољопривреда, лов и шумарство | Рибарство                            | Вађење руде и камена | Прерађивачка индустрија       |
| ------ | ------------------------- | ----------------------------- | ------------------------------------ | -------------------- | ----------------------------- |
| Мушки  | 170                       | 83                            | 0                                    | 0                    | 41                            |
| Женски | 125                       | 70                            | 0                                    | 0                    | 24                            |
| УКУПНО | 295                       | 153                           | 0                                    | 0                    | 65                            |
| Пол    | Производња и снабдевање   | Грађевинарство                | Трговина                             | Хотели и ресторани   | Саобраћај, складиштење и везе |
| Мушки  | 3                         | 5                             | 9                                    | 1                    | 11                            |
| Женски | 2                         | 1                             | 15                                   | 0                    | 0                             |
| УКУПНО | 5                         | 6                             | 24                                   | 1                    | 11                            |
| Пол    | Финансијско посредовање   | Некретнине                    | Државна управа и одбрана             | Образовање           | Здравствени и социјални рад   |
| Мушки  | 1                         | 2                             | 9                                    | 4                    | 0                             |
| Женски | 0                         | 1                             | 1                                    | 5                    | 5                             |
| УКУПНО | 1                         | 3                             | 10                                   | 9                    | 5                             |
| Пол    | Остале услужне активности | Приватна домаћинства          | Екстериторијалне организације и тела | Непознато            | Непознато                     |
| Мушки  | 0                         | 0                             | 0                                    | 1                    | 1                             |
| Женски | 1                         | 0                             | 0                                    | 0                    | 0                             |
| УКУПНО | 1                         | 0                             | 0                                    | 1                    | 1                             |